# Marin Studin
Marin Studin (Kaštel Novi, 1895. november 28. – Zágráb, 1960. augusztus 15.) horvát szobrász.
Ivan Meštrović tanítványa.  Szülővárosában a Szent Rókus tiszteletére szentelt kis 16. századi templomot díszíti a névadót ábrázoló szobra, a tengerparton pedig A szabadság hírnöke című lovas alkotása áll.